# Haplochromis niloticus
Haplochromis niloticus és una espècie extinta de peix de la família dels cíclids i de l'ordre dels perciformes.

## Morfologia
Els mascles podien assolir els 10,2 cm de longitud total.

## Distribució geogràfica
Es trobava al riu Nil (Àfrica).